# Afromevesia fusciscutum
Afromevesia fusciscutum är en stekelart som först beskrevs av Heinrich 1968.  Afromevesia fusciscutum ingår i släktet Afromevesia och familjen brokparasitsteklar. Inga underarter finns listade i Catalogue of Life.